# カミングアウト・ウェディング
『カミングアウト・ウェディング』（ 英： Out at the Wedding ）は、2007年に製作されたアメリカ映画。
2008年（第17回）東京国際レズビアン&ゲイ映画祭(7月21日)でクロージング作品として日本で初上映された。また、2009年(第4回)関西 Queer Film Festival(1月24日)にて上映された。

## キャスト
- アレックス：アンドレア・マルケッレス
- デーナ：ミストロ・クラーク
- ジョナサン：チャーリー・シュラッター
- ジーニー：デジ・リディク
- リサ：キャシー・ドボーノ
- ウェンディ：ジル・ベネット
- デヴォン：ジェイミー・ブレイク
- レジナルド・ヴェルジョンソン
- テッド：リード・フレリッチス